# Preobraženie
Preobraženie (in russo Преображение?) è un insediamento di tipo urbano dell'Estremo Oriente russo (Territorio del Litorale). Fa parte del distretto Lazovskij.
L'insediamento si trova sulla riva della baia omonima nel golfo Sokolovskaja (mar del Giappone), a est di Nachodka. Dista circa 80 km da Lazo centro amministrativo distrettuale, Vladivostok è a 315 km. A sud-ovest del villaggio si trova l'isola di Petrov.